# BMW F20
El BMW F20 es la segunda generación y actual carrocería del BMW Serie 1 versión hatchback de 5 puertas. Su lanzamiento a la prensa se realizó el 5 de junio de 2011, pero la presentación oficial al público se llevó a cabo en el Salón del Automóvil de Fráncfort en septiembre de este mismo año. El modelo comparte la plataforma con el BMW Serie 2, luego de que BMW decidiera cambiar la denominación de las versiones cupé y descapotable del modelo. A principios de 2020, se descontinuó la serie por su nuevo sucesor, el F40.

## Motorizaciones
Para equipar sus versiones a gasolina, BMW utilizó su nuevo motor 1.6L N13 turbo cargado de cuatro cilindros en línea, el cual alcanza una potencia de 136 hp en el modelo 116i, 170 hp en el modelo 118i y 177 en el 120i mientras que para sus versiones diésel utilizó el motor 2.0L N47, el cual montan otros vehículos de la marca.
En 2016, todas estas motorizaciones se renovaron por completo aprovechando el Restyling que sufrió el coche en 2015, pasando a la nueva denominación de motores B, y estrenando la tecnología de sus nuevos motores tres cilindros para las versiones 116i, 116d y 118i, todos ellos con la tecnología Efficient Dynamics como opción de compra, y algunas versiones de serie.
| Periodo                        | 2012-2015                                                 | 2015-2020                                                 | 2011-2015                                                 | 2015                                                      | 2015-2020                                                 | 2011-2015                                                 | 2015-2016                                                 | 2016-2020                                                 | 2012-2016                                                 | 2016-2020                                                 | 2012-2015                                                 | 2015-2016                                                 | 2016-2020                                                 |
| Identificación del motor       | N13 B16                                                   | B38 B15                                                   | N13 B16                                                   | N13 B16                                                   | B38 B15                                                   | N13 B16                                                   | N13 B16                                                   | B48 B20                                                   | N20 B20                                                   | B48 B20                                                   | N55 B30                                                   | N55 B30                                                   | B58 B30                                                   |
| Tipo de motor                  | L4 16v, inyección directa, twin-scroll turbo, intercooler | L3 12v, inyección directa, twin-scroll turbo, intercooler | L4 16v, inyección directa, twin-scroll turbo, intercooler | L4 16v, inyección directa, twin-scroll turbo, intercooler | L3 12v, inyección directa, twin-scroll turbo, intercooler | L4 16v, inyección directa, twin-scroll turbo, intercooler | L4 16v, inyección directa, twin-scroll turbo, intercooler | L4 16v, inyección directa, twin-scroll turbo, intercooler | L4 16v, inyección directa, twin-scroll turbo, intercooler | L4 16v, inyección directa, twin-scroll turbo, intercooler | L6 24v, inyección directa, twin-scroll turbo, intercooler | L6 24v, inyección directa, twin-scroll turbo, intercooler | L6 24v, inyección directa, twin-scroll turbo, intercooler |
| Diámetro x carrera             | 77.0 mm × 85.8 mm                                         | 82.0 mm × 94.6 mm                                         | 77.0 mm × 85.8 mm                                         | 77.0 mm × 85.8 mm                                         | 82.0 mm × 94.6 mm                                         | 77.0 mm × 85.8 mm                                         | 77.0 mm × 85.8 mm                                         | 82.0 mm × 94.6 mm                                         | 84.0 mm × 90.1 mm                                         | 82.0 mm × 94.6 mm                                         | 84.0 mm × 89.6 mm                                         | 84.0 mm × 89.6 mm                                         | 82.0 mm × 94.6 mm                                         |
| Cilindrada                     | 1598 cm³                                                  | 1499 cm³                                                  | 1598 cm³                                                  | 1598 cm³                                                  | 1499 cm³                                                  | 1598 cm³                                                  | 1598 cm³                                                  | 1998 cm³                                                  | 1997 cm³                                                  | 1998 cm³                                                  | 2979 cm³                                                  | 2979 cm³                                                  | 2998 cm³                                                  |
| Relación de compresión         | 10.5: 1                                                   | 11.0: 1                                                   | 10.5: 1                                                   | 10.5: 1                                                   | 11.0: 1                                                   | 10.5: 1                                                   | 10.5: 1                                                   | 11.0: 1                                                   | 10.0: 1                                                   | 10.2: 1                                                   | 10.2: 1                                                   | 10.2: 1                                                   | 11.0: 1                                                   |
| Potencia máxima: CV (kW) @ rpm | 102 CV (75 kW) @ 4000-6450                                | 109 CV (80 kW) @ 4500-6000                                | 136 CV (100 kW) @ 4400-6450                               | 136 CV (100 kW) @ 4400-6450                               | 136 CV (100 kW) @ 4000-6000                               | 170 CV (125 kW) @ 4800-6450                               | 177 CV (130 kW) @ 4800-6450                               | 184 CV (135 kW) @ 5000                                    | 218 CV (160 kW) @ 5000                                    | 224 CV (165 kW) @ 5200-6500                               | 320 CV (235 kW) @ 5800-6400                               | 326 CV (240 kW) @ 5800-6000                               | 340 CV (250 kW) @ 5500                                    |
| Par máximo: Nm @ rpm           | 180 Nm @ 1100-3900                                        | 180 Nm @ 1250-3900                                        | 220 Nm @ 1350-4300                                        | 220 Nm @ 1350-4300                                        | 220 Nm @ 1250-4000                                        | 250 Nm @ 1500-4500                                        | 250 Nm @ 1500-4500                                        | 290 Nm @ 1350-4250                                        | 310 Nm @ 1350-4800                                        | 310 Nm @ 1400-5000                                        | 450 Nm @ 1300-4500                                        | 450 Nm @ 1300-4500                                        | 500 Nm @ 1520-4500                                        |
| Tracción                       | Trasera                                                   | Trasera                                                   | Trasera                                                   | Trasera                                                   | Trasera                                                   | Trasera                                                   | Trasera                                                   | Trasera                                                   | Trasera                                                   | Trasera                                                   | Trasera / Total (xDrive)                                  | Trasera / Total (xDrive)                                  | Trasera / Total (xDrive)                                  |
| Transmisión                    | Manual, 6 velocidades                                     | Manual, 6 velocidades                                     | Manual, 6 velocidades / Automática, 8 velocidades         | Manual, 6 velocidades / Automática, 8 velocidades         | Manual, 6 velocidades / Automática, 8 velocidades         | Manual, 6 velocidades / Automática, 8 velocidades         | Manual, 6 velocidades / Automática, 8 velocidades         | Manual, 6 velocidades / Automática, 8 velocidades         | Manual, 6 velocidades / Automática, 8 velocidades         | Automática, 8 velocidades                                 | Manual, 6 velocidades / Automática, 8 velocidades         | Manual, 6 velocidades / Automática, 8 velocidades         | Manual, 6 velocidades / Automática, 8 velocidades         |
| Peso                           | 1360 kg                                                   | 1375 kg                                                   | 1360 kg                                                   | 1375 kg                                                   | 1375 kg                                                   | 1375 kg                                                   | 1375 kg                                                   | 1440 kg                                                   | 1415 kg                                                   | 1475 kg                                                   | 1500 kg                                                   | 1505 kg                                                   | 1520 kg                                                   |
| Aceleración 0–100 km/h         | 11.2 s                                                    | 10.9 s                                                    | 8.5 s                                                     | 8.5 s                                                     | 8.5 s                                                     | 7.4 s                                                     | 7.4 s                                                     | 7.1 s                                                     | 6.4 s                                                     | 6.1 s                                                     | 5.1 s                                                     | 5.1 s                                                     | 4.8 s                                                     |
| Velocidad máxima               | 195 km/h                                                  | 195 km/h                                                  | 210 km/h                                                  | 210 km/h                                                  | 210 km/h                                                  | 225 km/h                                                  | 225 km/h                                                  | 230 km/h                                                  | 245 km/h                                                  | 243 km/h                                                  | 250 km/h (Limitada electrónicamente)                      | 250 km/h (Limitada electrónicamente)                      | 250 km/h (Limitada electrónicamente)                      |
| Consumo combinado (L/100 km)   | 5.5-5.7                                                   | 5.0-5.4                                                   | 5.4-5.6                                                   | 5.4-5.7                                                   | 5.0-5.4                                                   | 5.7-5.9                                                   | 5.7-6.0                                                   | 5.7-6.1                                                   | 6.6-6.7                                                   | 5.7-5.9                                                   | 8.0                                                       | 8.0                                                       | 7.8                                                       |
| Normativa anticontaminación    | Euro 5                                                    | Euro 6                                                    | Euro 5, Euro 6                                            | Euro 6                                                    | Euro 6                                                    | Euro 5                                                    | Euro 6                                                    | Euro 6                                                    | Euro 5                                                    | Euro 6                                                    | Euro 5                                                    | Euro 6                                                    | Euro 6                                                    |

| Periodo                        | 2012-2015                                                  | 2012-2015                                                  | 2015-2020                                                  | 2011-2015                                                  | 2011-2015                                                  | 2015-2020                                                  | 2011-2015                                                  | 2015-2020                                                  | 2012-2015                                                    | 2015-2020                                                    |
| Identificación del motor       | N47 D16                                                    | N47 D16                                                    | B37 C15                                                    | N47 D20                                                    | N47 D20                                                    | B47 D20                                                    | N47 D20                                                    | B47 D20                                                    | N47 D20                                                      | B47 D20                                                      |
| Tipo de motor                  | L4 16v, inyección directa, common-rail, turbo, intercooler | L4 16v, inyección directa, common-rail, turbo, intercooler | L3 12v, inyección directa, common-rail, turbo, intercooler | L4 16v, inyección directa, common-rail, turbo, intercooler | L4 16v, inyección directa, common-rail, turbo, intercooler | L4 16v, inyección directa, common-rail, turbo, intercooler | L4 16v, inyección directa, common-rail, turbo, intercooler | L4 16v, inyección directa, common-rail, turbo, intercooler | L4 16v, inyección directa, common-rail, biturbo, intercooler | L4 16v, inyección directa, common-rail, biturbo, intercooler |
| Diámetro x carrera             | 78.0 mm × 83.6 mm                                          | 78.0 mm × 83.6 mm                                          | 84.0 mm × 90.0 mm                                          | 84.0 mm × 90.0 mm                                          | 84.0 mm × 90.0 mm                                          | 84.0 mm × 90.0 mm                                          | 84.0 mm × 90.0 mm                                          | 84.0 mm × 90.0 mm                                          | 84.0 mm × 90.0 mm                                            | 84.0 mm × 90.0 mm                                            |
| Cilindrada                     | 1598 cm³                                                   | 1598 cm³                                                   | 1496 cm³                                                   | 1995 cm³                                                   | 1995 cm³                                                   | 1995 cm³                                                   | 1995 cm³                                                   | 1995 cm³                                                   | 1995 cm³                                                     | 1995 cm³                                                     |
| Relación de compresión         | 16.5: 1                                                    | 16.5: 1                                                    | 16.5: 1                                                    | 16.5: 1                                                    | 16.5: 1                                                    | 16.5: 1                                                    | 16.5: 1                                                    | 16.5: 1                                                    | 16.5: 1                                                      | 16.5: 1                                                      |
| Potencia máxima: CV (kW) @ rpm | 95 CV (70 kW) @ 4000                                       | 116 CV (85 kW) @ 4000                                      | 116 CV (85 kW) @ 4000                                      | 116 CV (85 kW) @ 4000                                      | 143 CV (105 kW) @ 4000                                     | 150 CV (110 kW) @ 4000                                     | 184 CV (135 kW) @ 4000                                     | 190 CV (140 kW) @ 4000                                     | 218 CV (160 kW) @ 4400                                       | 224 CV (165 kW) @ 4400                                       |
| Par máximo: Nm @ rpm           | 235 Nm @ 1500-2750                                         | 260 Nm @ 1750-2500                                         | 270 Nm @ 1250-2750                                         | 260 Nm @ 1750-2500                                         | 320 Nm @ 1750-2500                                         | 320 Nm @ 1500-3000                                         | 380 Nm @ 1750-2750                                         | 400 Nm @ 1750-2250                                         | 450 Nm @ 1500-2500                                           | 450 Nm @ 1500-3000                                           |
| Tracción                       | Trasera                                                    | Trasera                                                    | Trasera                                                    | Trasera                                                    | Trasera / Total (xDrive)                                   | Trasera / Total (xDrive)                                   | Trasera / Total (xDrive)                                   | Trasera / Total (xDrive)                                   | Trasera                                                      | Trasera                                                      |
| Transmisión                    | Manual, 6 velocidades                                      | Manual, 6 velocidades                                      | Manual, 6 velocidades / Automática, 8 velocidades          | Manual, 6 velocidades / Automática, 8 velocidades          | Manual, 6 velocidades / Automática, 8 velocidades          | Manual, 6 velocidades / Automática, 8 velocidades          | Manual, 6 velocidades / Automática, 8 velocidades          | Manual, 6 velocidades / Automática, 8 velocidades          | Manual, 6 velocidades / Automática, 8 velocidades            | Automática, 8 velocidades                                    |
| Peso                           | 1380 kg                                                    | 1380 kg                                                    | 1395 kg                                                    | 1380 kg                                                    | 1390 kg                                                    | 1425 kg                                                    | 1415 kg                                                    | 1445 kg                                                    | 1460 kg                                                      | -                                                            |
| Aceleración 0–100 km/h         | 12.2 s                                                     | 10.5 s                                                     | 10.3 s                                                     | 10.3 s                                                     | 8.9 s                                                      | 8.3 s                                                      | 7.2 s                                                      | 7.1 s                                                      | 6.5 s                                                        | 6.3 s                                                        |
| Velocidad máxima               | 185 km/h                                                   | 195 km/h                                                   | 200 km/h                                                   | 200 km/h                                                   | 212 km/h                                                   | 212 km/h                                                   | 228 km/h                                                   | 228 km/h                                                   | 240 km/h                                                     | 240 km/h                                                     |
| Consumo combinado (L/100 km)   | 4.1-4.3                                                    | 3.8                                                        | 3.7-4.1                                                    | 4.1-4.3                                                    | 4.1-4.4                                                    | 4.0-4.3                                                    | 4.3-4.5                                                    | 4.1-4.5                                                    | 4.9                                                          | 4.3-4.6                                                      |
| Normativa anticontaminación    | Euro 5                                                     | Euro 5                                                     | Euro 6                                                     | Euro 5                                                     | Euro 5                                                     | Euro 6                                                     | Euro 5                                                     | Euro 6                                                     | Euro 5                                                       | Euro 6                                                       |

## Euro NCAP
El programa de seguridad Euro NCAP realizó una prueba en el 2011 en el BMW 116i donde le concedió las 5 estrellas, logrando en seguridad 33 pts (91%) para adultos, 41 pts (83%) para niños, 23 pts (63%) para peatones y 6 pts (86%) en cuanto asistente de seguridad. Superó en dos categorías al Mercedes Benz Clase B, el cual logró 35 pts (97%), 40 pts (81%), 20 pts (56%) y 6 pts (86%) respectivamente.

## Medios

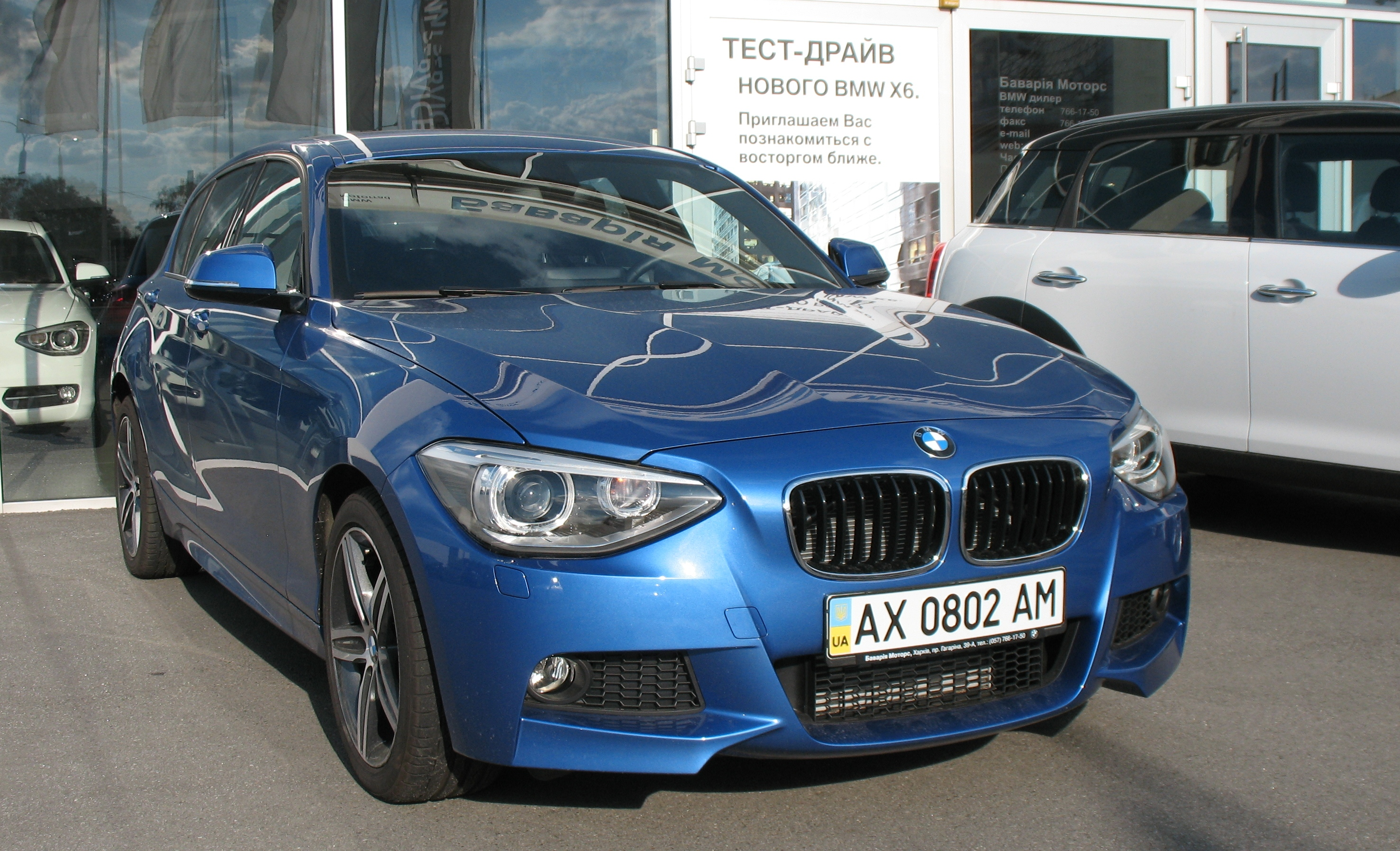
2012

### Cine
Un BMW Serie 1 hace aparición en la película Misión imposible: Protocolo fantasma cuando Ethan Hunt (Tom Cruise) se lanza en uno de estos coches desde una altura considerable en un moderno estacionamiento en Mumbai.

### Series de TV
Un BMW Serie 1 hace aparición en diversas ocasiones en la serie británica Black Mirror en la Temporada 3 - Episodio 6 Hated in the Nation.

### Publicidad
Para la publicidad, en el 2010 BMW realizó un concurso en línea a nivel mundial llamado "One origin, two originals" donde buscaba las personalidades de una pareja de hermanos que mejor encajara con lo que querían transmitir en su nuevo vehículo. Según BMW, más de 1000 parejas de alrededor de 80 países se inscribieron.
Para la ronda final escogieron tan solo 6 parejas, de las cuales los hermanos Freddie y Adam Lund fueron los seleccionados para representar las versiones Urban Line y Sport Line del nuevo BMW Serie 1.
Para la música se utilizó la canción Glow del holandés Dazzled Kid